# Alf (televíziós sorozat)
Az Alf egy amerikai televíziós filmsorozat, amelyet 1986 és 1990 között sugárzott az amerikai NBC televíziós társaság. A történet címszereplője a Melmac nevű bolygóról érkezett narancsszínű, szőrös kis figura, aki egy amatőr rádiójelet követve lezuhan a Földre, éppen a Tanner család garázsába. Tannerék befogadják és elrejtik a jövevényt, aki az epizódok során tréfás kalandokat él át.
Magyarországon a 90-es évek alatt az HBO vetítette, majd 2015-ben az RTL+ sugározta új szinkronnal.

## Magyar hangok

### 1. változat[2]
- Alf (Paul Fusco): Beregi Péter
- Willie Tanner (Max Wright): Verebély Iván
- Kate Tanner (Anne Schedeen): Ábrahám Edit
- Lynn Tanner (Andrea Elson): Zsigmond Tamara
- Brian Tanner (Benji Gregory): Előd Botond; Szvetlov Balázs

### 2. változat[3]
- Alf (Paul Fusco): Beregi Péter
- Willie Tanner (Max Wright): Tarján Péter
- Kate Tanner (Anne Schedeen): Orosz Helga
- Lynn Tanner (Andrea Elson): Molnár Ilona
- Brian Tanner (Benji Gregory): Bogdán Gergő

## Epizódok
| Évad | Évad | Részek száma | Részek száma | Eredeti sugárzás     | Eredeti sugárzás  | Eredeti adó       | Magyar sugárzás   | Magyar sugárzás  | Magyar adó |
| Évad | Évad | Részek száma | Részek száma | Évadbemutató         | Évadzáró          | Eredeti adó       | Évadbemutató      | Évadzáró         | Magyar adó |
| ---- | ---- | ------------ | ------------ | -------------------- | ----------------- | ----------------- | ----------------- | ---------------- | ---------- |
|      | 1.   | 26           | 26           | 1986. szeptember 22. | 1987. május 11.   |                   | 2015. január 30.  | 2015. március 6. | RTL+       |
|      | 2.   | 26           | 26           | 1987. szeptember 21. | 1988. május 9.    | 2015. március 9.  | 2015. április 10. |                  | RTL+       |
|      | 3.   | 26           | 26           | 1988. október 3.     | 1989. május 8.    | 2015. április 10. | 2015. május 15.   |                  | RTL+       |
|      | 4.   | 24           | 24           | 1989. szeptember 18. | 1990. március 24. | 2015. május 18.   | 2015. június 18.  |                  | RTL+       |

## Háttérinformációk
Az első néhány epizódban egy magyar származású amerikai, Mészáros „Michu” Mihály teljes alakos jelmezben játszotta el Alfot, amíg egy géppel nem helyettesítették. Később Mészáros „Michu” Mihályra akkor volt szükség, amikor Alf sétált vagy futott, vagy éppenséggel állnia kellett.